# Жолкино
Жолкино (біл. Жолкіна) — село в Білорусі, у Пінському районі Берестейської області. Орган місцевого самоврядування — Ласицька сільська рада.

## Населення
За переписом населення Білорусі 2009 року чисельність населення села становила 112 осіб.

## Особистості

### Народилися
- Диковицький Федір Федорович («Громило», «Соловей», 1924 — ?), підрайонний провідник ОУН[2].